# Dvärgsävsparv
Dvärgsävsparv (Emberiza pallasi) är en fågel i familjen fältsparvar inom ordningen tättingar. Den är en flyttfågel som häckar över norra och centrala Asien, och övervintrar i östra Asien. Den är lik sin närmsta släkting sävsparven, både till häckningshabitat och utseende men är mindre, ljusare och har en kort triangelformad näbb. Dvärgsävsparvens utbredningsområde ligger generellt norr om sävsparvens och den uppträder främst i buskage utefter vattendrag, vid våtmarker, i vassbälten och på torra gräsmarker. Den häckar i juni och juli. IUCN kategoriserar arten som livskraftig.

## Utseende och läten
I alla dräkter påminner den om en mindre och ljusare sävsparv, med lång stjärt, litet huvud och kort, smal triangelformad näbb. Den mäter 12–13,5 cm och väger 12–16 gram. Den skiljer sig även från sävsparven på att vingens mindre täckare i alla dräkter är grå till matt gråbruna, istället för rödbruna, och att övergumpen är ljus. Även benen, som är köttfärgade, är ljusare än hos sävsparven.
Adult hane i häckningsdräkt har svartglänsande huvud. Iris, orbitalring, näbb och strupe är svarta och den har ett tydligt brett vitt mustaschstreck. Nacken, halssidan och undersidan är helvita, ibland med mycket fina streck på kroppssidan. Ryggen är i botten gulgråbrun med tydligt kontrasterande svarta och vita längsgående streck. Övergump och övre stjärttäckare är ljust sandfärgade eller matt gulbruna och stjärten askgrå med vita yttre stjärtfjädrar. Utöver de grå mindre täckarna uppvisar den två tydliga vita vingband.
Hos adult hane i vinterdräkt är de vita partierna istället ostreckat varmbeige, förutom mustaschstreck och yttre stjärtfjädrarna som fortfarande är vita. Fjäderspetsarna på huvuvd och strupe är också varmbeige, medan fjäderbasen är svart vilket gör att huvudet ser ut att ha en matt gråsvart och varm ton. I vinterdräkt är undre näbbhalvan skär och övre gråsvart, och den har ljus orbitalring.
Honfärgad fågel, det vill säga adult hona eller fågel i första vinterdräkt, har skär undre näbbhalva, rätt enfärgat brun hjässa och kind, och gråbrun nacke. Ljusbrunt ögonbrynsstreck, ljusbeige till vitt mustaschstreck och mörk strupsidstreck, som är enda tydliga teckningen på den annars ljusbeige till vita undersidan, som endast är mindre ljust streckad. Ryggen är ljusbeige med kraftiga kontrasterande svarta längsgående ränder. Vingens mindre täckare är matt gråbruna och den har två tydliga ljusa vingband. Hur tydligt ögonbrynsstrecket är varierar och kan utgöra en dräktskillnad mellan underarterna.
Dvärgsävsparvens sång är en mycket monoton och enkel strof med likadana toner: "srih-srih-srih-srih-srih". Locklätena är dels ett rivigt "tchirp", dels ett sparvlikt "tchialp".

## Systematik och utbredning
Arten beskrevs första gången 1851 av den tyska ornitologen Jean Cabanis under namnet Cynchramus pallasi. Dvärgsävsparv en tätting i familjen fältsparvar (Emberizidae). Den placeras vanligtvis i det stora släktet Emberiza men vissa auktoriteter lyfter ut en grupp sävsparvsliknande arter och placerar dem i det egna släktet Schoeniclus, däribland exempelvis sävsparv, gulbrynad sparv, gråhuvad sparv och dvärgsävsparv. Dvärgsävsparvens närmsta släktingar är amursävsparv och sävsparv, där främst den senare är mest lik, både vad gäller habitat och utseende.
Dvärgsävsparven är en flyttfågel som häckar över norra och centrala Asien. Dess västligaste häckningsområde ligger i norra Uralregionen. Den övervintrar i ett område i östra Asien, kring Japanska havet och Gula havet, i östra Kina, allra östligaste Mongoliet, sydligaste Primorje kraj, södra halvan av Koreanska halvön och sällsynt även sydligaste Japan. Den uppträder sällsynt i Västeuropa, men har observerats så långt västerut som Storbritannien. Utanför sitt vanliga utbredningsområde har den även observerats i Nepal, Hongkong, Myanmar, Alaska och USA. I Sverige har den observerats vid ett tillfälle, i oktober 2016 på ön Horssten i östra Stockholms skärgård.

### Underarter
Hur många underarter dvärgsävsparven ska indelas i är omstritt. Tongivande taxonomiska auktoriteten International Ornithological Congress (IOC) listar följande fyra:
- Emberiza pallasi pallasi (Cabanis, 1851) – häckar från södra centrala Sibirien, norra Mongoliet och nordöstra Kina.
- Emberiza pallasi minor Middendorff, 1853 – häckar från centrala Sibirien till sydöstra Ryssland.
- Emberiza pallasi polaris Middendorff, 1853 – häckar från nordöstra Europeiska Ryssland till Kamchatka.
- Emberiza pallasi lydiae Portenko, 1929 – häckar i bergsområden i nordvästra, centrala och nordöstra Mongoliet.

I verket Handbook of Western Palearctic Birds (Shirihai & Svensson 2018) föreslås en annan underartsindelning, där polaris synonymiseras med nominatformen. Sedan 2022 följer svenska BirdLife Sverige dessa rekommendationer.

## Ekologi

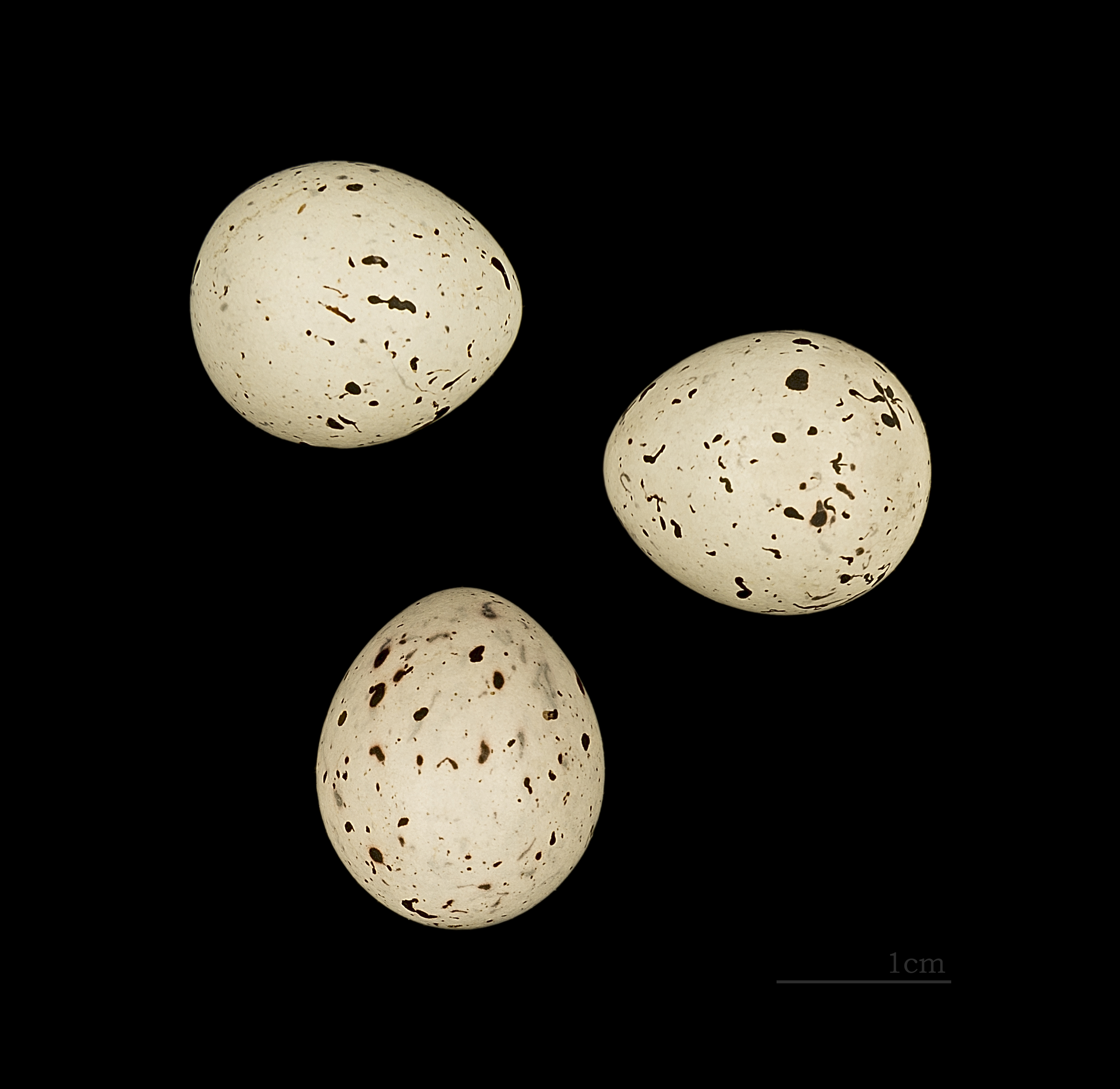
Ägg av dvärgsävsparv.

Dvärgsävsparven förekommer i liknande häckningshabitat som nordliga populationer av sävsparv, men normalt i torrare och kallare områden, på tundra i buskage utefter vattendrag, vid våtmarker, i vassbälten och på torra gräsmarker. Det förekommer också på subalpin tundra i bergsområden på hög höjd. Vintertid förekommer den vid liknande habitat men även på torr jordbruksmark där det finns buskar, vinterståndare och vass.
Häckningen sker i juni och juli. Boet placeras på marken eller lågt i en buske. Kullen består vanligtvis av tre till fem ägg som ruvas av honan i elva dagar. Ungarna tas sedan om hand av båda föräldrarna och lämnar boet efter elva dagar. Under häckningssäsongen har arten observerats äta frön, skalbaggar, larver och i mindre utsträckning bär.

## Status och hot
Dvärgsävsparvens utbredningsområde och globala population är mycket stora, och artens utvecklingstrend bedöms vara stabil. Utifrån dessa kriterier bedöms inte arten vara hotad och IUCN kategoriserar den som livskraftig (LC).